# Wiebachmühle
Die Wiebachmühle, auch Wiebachhammer, Wiebeckerhammer oder kurz Wiebach, war eine Mühlenanlage und ein Wohnplatz in Hückeswagen an der Stadtgrenze zu Radevormwald ausgangs des Wiebachtals an der Mündung in die Wupper. Die Wiebach-Vorsperre der Wuppertalsperre überflutet heute das Gelände.
Im Nahbereich der Mühle wurde im 19. Jahrhundert im Bergwerk Carolinagrube Kupfererz abgebaut.

## Lage und Beschreibung
Die Wiebachmühle lag abseits anderer Siedlungen in einem tiefen Tal am Zusammenfluss der Wiebach und des Hulverscheider Bachs, die in einem großen Mühlenteich aufgestaut wurden, kurz vor deren Wuppermündung. Nachbarorte waren Hammersteinsöge, Oberhombrechen, Mittelhombrechen, Vormwald, Berg und Ispingrade. Ein Steg führte von der Mühle direkt an eine Teichanlage.

## Geschichte
Die Wiebachmühle wurde erstmals 1607 urkundlich erwähnt, als ein Niklas Hombrecher die Erlaubnis erhielt, an der Wiebachmündung eine Walkmühle zu errichten. Eine nächste Erwähnung war im Jahr 1715, als ein Johann Omminghaus einen viertel Goldgulden Recognition für diese Walkmühle zahlen musste. 1748 erwarb der Kräwinklerbrücker Kaufmann Johannes Flender die Anlage und errichtete an ihrer Stelle zwei Reckhämmer. Seine Recognition betreug dann auch einen halben Goldgulden.
1815/16 lebten neun Einwohner im Ort. In der Karte Topographische Aufnahme der Rheinlande von 1824 ist unterhalb der Mündung des Hulverscheider Baches in den Wiebach ein Mühlensymbol eingezeichnet. Der Name der Örtlichkeit wird mit Wiebecke angegeben. Das Namenssuffix -beck ist eine niederdeutsche Form von Bach.
Das Wassertriebwerk war im ersten Drittel des 19. Jahrhunderts an die Betreiber Forstmann und Brand verpachtet, die die Anlage schließlich 1831 käuflich erwarben. Die Preußische Uraufnahme von 1840 bis 1844 zeigt an gleicher Stelle ebenfalls eine Mühlenanlage. Die Beschriftung lautet hier Knochenmühle.
1832 gehörte Wiechbachmühle unter dem Namen Wiebeckerhammer der Herdingsfelder Honschaft an, die ein Teil der Hückeswagener Außenbürgerschaft innerhalb der Bürgermeisterei Hückeswagen war. Der laut der Statistik und Topographie des Regierungsbezirks Düsseldorf als Fabrik-Anlage kategorisierte Ort besaß zu dieser Zeit eine Fabrik bzw. Mühle und zwei landwirtschaftliche Gebäude. Zu dieser Zeit lebten vier Einwohner im Ort, allesamt evangelischen Glaubens.
1841 wurde die Anlage von der Firma Ludwig Freymann & Cie eine Spinnerei und Walkerei für Strickjacken umgebaut. Ein paar Jahre später wurde am 17. November 1854 im späteren Bergwerk Carolinagrube das erste Mal offiziell nach Kupfererz geschürft. Die Lagerstätte dürfte vermutlich aber schon früher bekannt gewesen und genutzt worden sein. Als die Spinnerei 1879 abgebrannt war, wurde sie nicht mehr wieder aufgebaut.
Im Gemeindelexikon für die Provinz Rheinland werden 1885 ein Wohnhaus mit 14 Einwohnern angegeben. Der Ort gehörte zu dieser Zeit unter dem Namen Wiebach zur Landgemeinde Neuhückeswagen innerhalb des Kreises Lennep. 1895 besitzt der Ort zwei Wohnhäuser mit 15 Einwohnern, 1905 ein Wohnhaus und zwölf Einwohner.
Ab der amtlichen topografische Karte 1:25.000 (Preußische Neuaufnahme) von 1893 bis 1895 wird die Bezeichnung Wiebach verwendet. Der Privatlehrer Ferdinand Diekmann aus Wuppertal unterhielt 
in einem anderen Gebäude an der Wiebachmündung bis 1939 ein Schullandheim. Das letzte Gebäude, in dem zuletzt Privatleute wohnten, wurde 1956 abgebrochen. Es lag unmittelbar an der Himmelswiese und war ein beliebtes Naherholungsziel. Die topografische Karte 1:25.000 aus dem Jahre 1989 zeigt die Stelle der Mühle bereits von der Wuppertalsperre überflutet.